# بابا نورالدین رشی

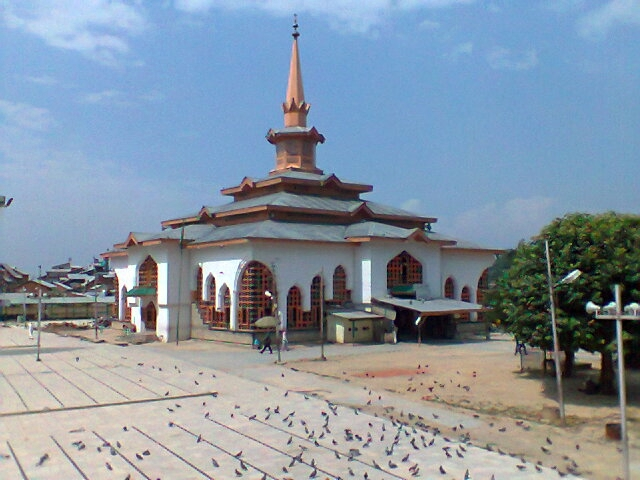
آرامگاه بابا نورالدین رشی

بابا نورالدّینِ رِشی (زادهٔ ۷۷۹ق/۱۳۷۷م- درگذشتهٔ ۸۴۲ق/۱۴۳۸م)، عارف و شاعر اهل کشمیر بود که به «شیخ نورالدین ولی» نیز شهرت دارد. اجداد او از فرمانروایان هندو، و ساکن کشتوار بودند و پدرش بعدها در کشمیر به دست سید حسین سمنانی - یا به قولی یاسمن رشی - اسلام آورد و گویا از این زمان سالارالدین نام گرفت. نورالدین در روستای کیمو در جنوب شرقی سرینگر در سال ۷۷۹ قمری، یا به قولی در ۷۵۷ قمری زاده شد.

## زندگی
نورالدین بیشتر تحت تأثیر تعالیم زاهدانهٔ سادهوها و حکمای هندو بود، تا عارفان و علمای مسلمان، و به همین سبب، هندوها او را «نانداریشی» و «نونده‌ریشی» (ریشی (یا رشی) در سنسکریت به معنی حکیم و فرزانه است) می‌خواندند. اما برخی او را از عارفان طریقت کبرویه و مرید میرمحمد همدانی، فرزند سیدعلی همدانی (د ۷۸۶ق/۱۳۸۴م)، یا به اشتباه، از مریدان خود سیدعلی همدانی دانسته‌اند. اما با توجه به اختلاف نظر و طریقت بابانورالدین با طریقهٔ کبرویه، در وجود چنین ارتباطی بین آن‌ها، تردید وجود دارد.
شیخ نورالدین در حدود سال ۸۰۹ ق در ۳۰ سالگی به زهد و ریاضت و عزلت گرایش یافت و در غاری در نزدیکی کیمو به عبادت و تفکر و ریاضت‌های سخت پرداخت؛ آنگاه به نشر اسلام و تربیت مریدان همت گمارد. بابا نورالدین در ۶۳ سالگی درگذشت و در روستای شرار شریف، واقع در جنوب غربی سرینگر، دفن شد. وی در کشمیر میان مسلمانان و هندوها محترم بود. آرامگاه او، همواره زیارتگاه مشتاقان و علاقه‌مندان است.

## شاگردان
از مشهورترین شاگردان او باید از شیخ بام‌الدین، شیخ زین‌الدین و شیخ لطف‌الدین یاد کرد که هر ۳ تن به دست خود شیخ، اسلام آوردند. بعد از درگذشت شیخ، مریدانش طریقه و اندیشه‌های او را دنبال کردند و به زهد و ریاضت و تحمل سختی‌ها بیش از کسب دانش گرایش یافتند. آنان‌گوشت نمی‌خوردند و تنها به‌گیاهان خودرو، قناعت می‌کردند و همواره به خدمت مردم می‌پرداختند. اساس زندگانی متفکرانهٔ آنها بر «پاس انفاس» مبتنی بود. هر چند در هفت اقلیم از اهل و عیال ریشیان سخن به میان آمده، اما آنان تجرد را ترجیح می‌دادند، زیرا بر آن باور بودند که تأهل سد بزرگی در نیل به زندگی زاهدانه است.

## آثار
بابانورالدین صاحب تألیف نبود، اما اشعاری به او نسبت داده، و او را در زمرهٔ نخستین شعرای کشمیر دانسته‌اند و اشعار او را در کنار اشعار لله دد، آورده‌اند. به گفتهٔ طالب اشعار و سخنان او در کتاب رشی‌نامه (ریشی‌نامه) ذکر شده، لیکن وی در انتساب تمامی اشعار به شیخ نورالدین تردید کرده، و معتقد است که برخی از آن سروده‌ها متعلق به نویسندگان بعد از اوست.